# Rudolf Schwaiger (Bildhauer)
Rudolf Schwaiger (* 10. März 1924 in Ebensee, Oberösterreich; † 3. Juni 1979 in Wien) war ein österreichischer Bildhauer.

## Leben
Schwaiger besuchte von 1938 bis 1942 die Holzfachschule Hallstatt in Hallstatt, ehe er ab 1946 an der Akademie der bildenden Künste Wien bei Fritz Wotruba studierte. 1951 schloss er mit dem Diplom ab. Schwaiger war verheiratet und hatte eine Tochter. Er lebte und arbeitete in Wien, wo er mit 55 Jahren verstarb.
Er wurde am Stammersdorfer Zentralfriedhof bestattet.

## Auszeichnungen
- 1970 Preis der Stadt Wien für Bildende Kunst

## Werk

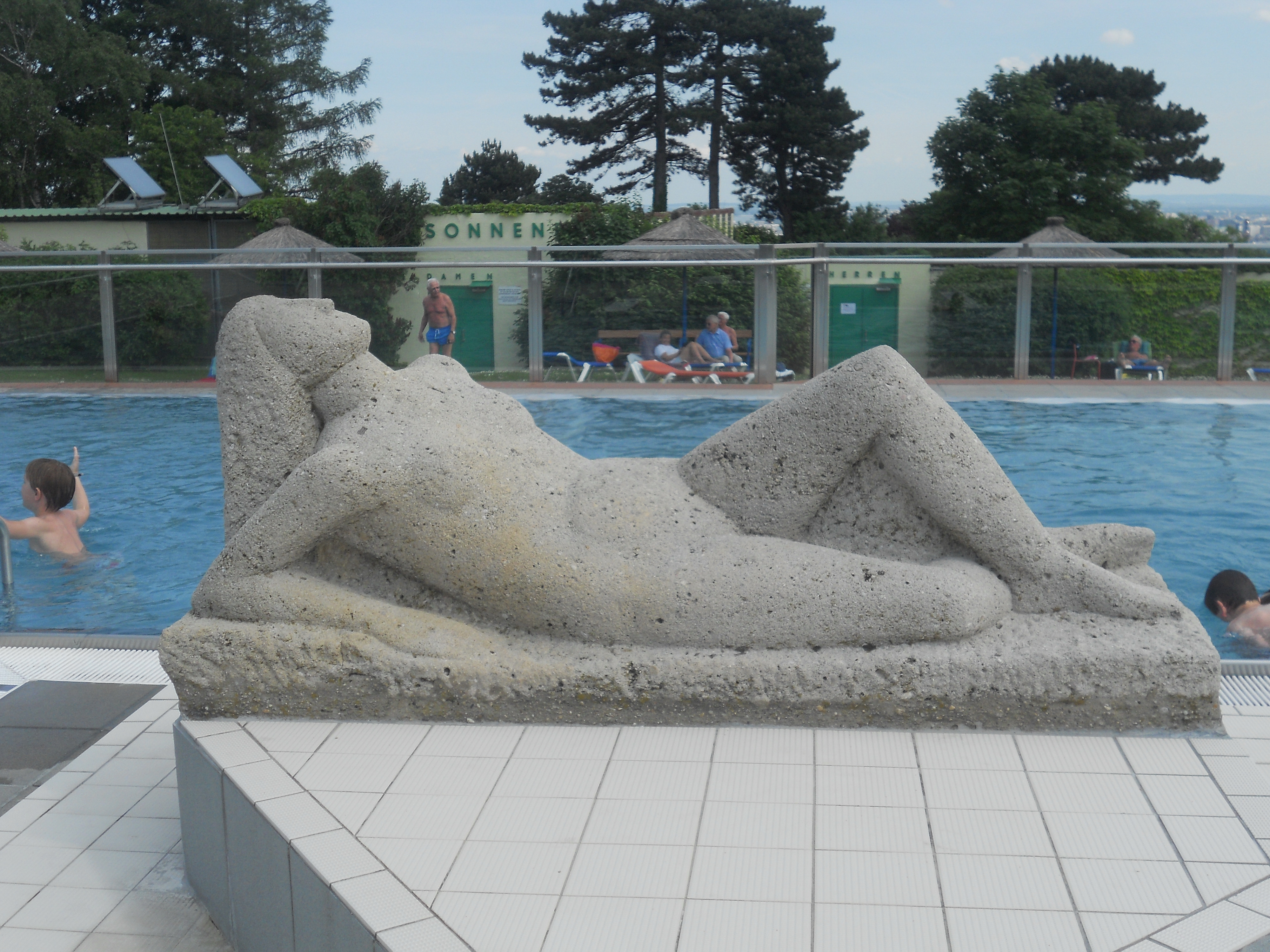
Liegendes Mädchen, Krapfenwaldlbad (um 1952)

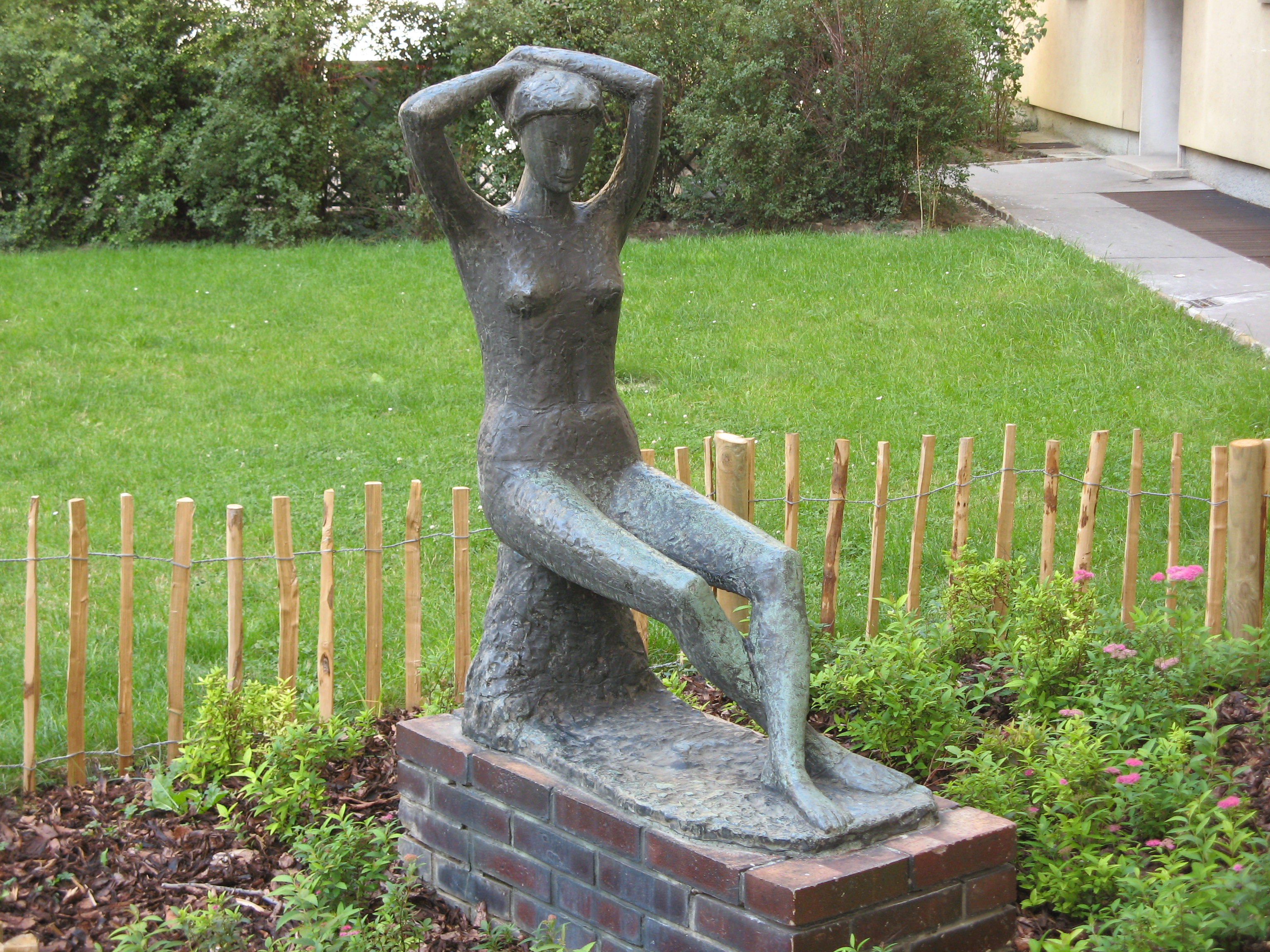
Sitzendes Mädchen, Meidlinger Hauptstraße 8–10 (1956)

Schwaiger begann zunächst in Holz zu arbeiten. Seine Ausbildung bei Wotruba führte ihn aber zur Steinbildhauerei. Zunächst entstanden unter dem Einfluss seines Lehrers kubistische und abstrakte Bildwerke. Bald aber fand er zu einer gegenständlichen, auch als barock beschriebenen, durch Rundungen bestimmten Formensprache, die typisch für ihn wurde.
Schwaiger war in der Nachkriegszeit mit der Restaurierung und Wiederherstellung von zerstörten Denkmälern und anderen Bildwerken tätig. Er erhielt dann von der Gemeinde Wien zahlreiche Aufträge für Kunst am Bau bei neuerrichteten Gemeindebauten. Rudolf Schwaiger nahm öfters an Ausstellungen teil. Seine Werke befinden sich u. a. im Museum der Stadt Linz und in der Sammlung Leopold.
- Tanzende weibliche Figur (Oscar-Straus-Denkmal), Bronze, Oscar-Straus-Park, Wien 13
- Liegendes Mädchen, Brunnenplastik, Sommerbad Krapfenwaldl, Wien 19 (um 1952)
- Fischhandel, Relief, Fischerstiege 1–7, Wien 1 (1953)
- Schreitende, Naturstein, Perfektastraße 2, Wien 23 (um 1955)
- Sitzendes Mädchen, Meidlinger Hauptstraße 8–10, Wien 12 (1956)
- Mutter mit zwei Kindern, Naturstein, Wallensteinstraße 68–72, Wien 20 (1959)
- Knabengruppe, Konglomeratstein, Lorystraße 35–37, Wien 11 (1960)
- Kinderobelisk, Konglomeratstein, Breitenfurter Straße 184–196, Wien 23 (1963)
- Fasching, Reliefmarmorwand, Engerthstraße 232–238, Wien 20 (1965)
- Färber, Konglomeratstein, Färbermühlgasse 11, Wien 23 (1966)
- Turnende Knaben, Reliefmarmorwand, Gugitzgasse 2, Wien 19 (1969)
- Turnende Knaben, Pastorstraße 29, Großfeldsiedlung, Wien 21 (1970)
- Donauweibchen, Marmor, Marchfeldstraße 16–18, Wien 20 (1975)
- Quellnymphe (Sitzendes Mädchen), Marmor, Brigittenauer Lände 48a, Wien 20 (1976)
- Drei Grazien, Marmor, Anton-Sattler-Gasse 64–68, Wien 22 (um 1977)
- Quellnymphen, Marmor, Kurpark Oberlaa, Wien 10